# 周平
周平（しゅう へい）は、紀元前2世紀の中国前漢時代の諸侯・官吏である。景帝のとき縄侯となり、武帝により太常に任じられたが、免職となった。

## 解説
楚漢戦争で項羽軍に捕らわれ、降伏せずに殺された周苛の子孫である。漢が天下を平定した後、子の周成が高京侯（または高景侯）になったが、後に謀反の罪をかけられて獄死し、侯は断絶した。
『史記』孝景本紀では、周平は周苛の孫で、景帝中元年（紀元前149年）に縄侯に封じられた。しかし『史記』の高祖功臣侯者年表と『漢書』の高恵高后文功臣表では、この年に封じられたのは周成の孫の周応で、周平は周応の子という。父を嗣いで縄侯になった年は不明とされる。
武帝のとき、元朔6年（紀元前123年）に、国家の儀式全般を取り仕切る太常に任命された。
元狩4年（紀元前119年）に、太常でありながら園陵を修繕しなかったことが不敬とされと免職となり、侯の地位を失った。太常は月に一度、陵に行って点検することが義務付けられており、その職務を怠ったことが不敬とされたようである。